# Cameron Bryce
Cameron Bryce (20 de julio de 1995) es un deportista británico que compite por Escocia en curling. Ganó dos medallas en el Campeonato Mundial de Curling Mixto, en los años 2016 y 2022.

## Palmarés internacional
| Representando a Escocia  |                        |                   |        |
| Campeonato Mundial Mixto |                        |                   |        |
| Año                      | Lugar                  | Medalla           | Prueba |
| 2016                     | Kazán (Rusia)          | Medalla de bronce | Mixto  |
| 2022                     | Aberdeen (Reino Unido) | Medalla de plata  | Mixto  |